# Fothergilla gardenii
Fothergilla gardenii es una especie de plantade la familia Hamamelidaceae. Es originaria de Norteamérica.

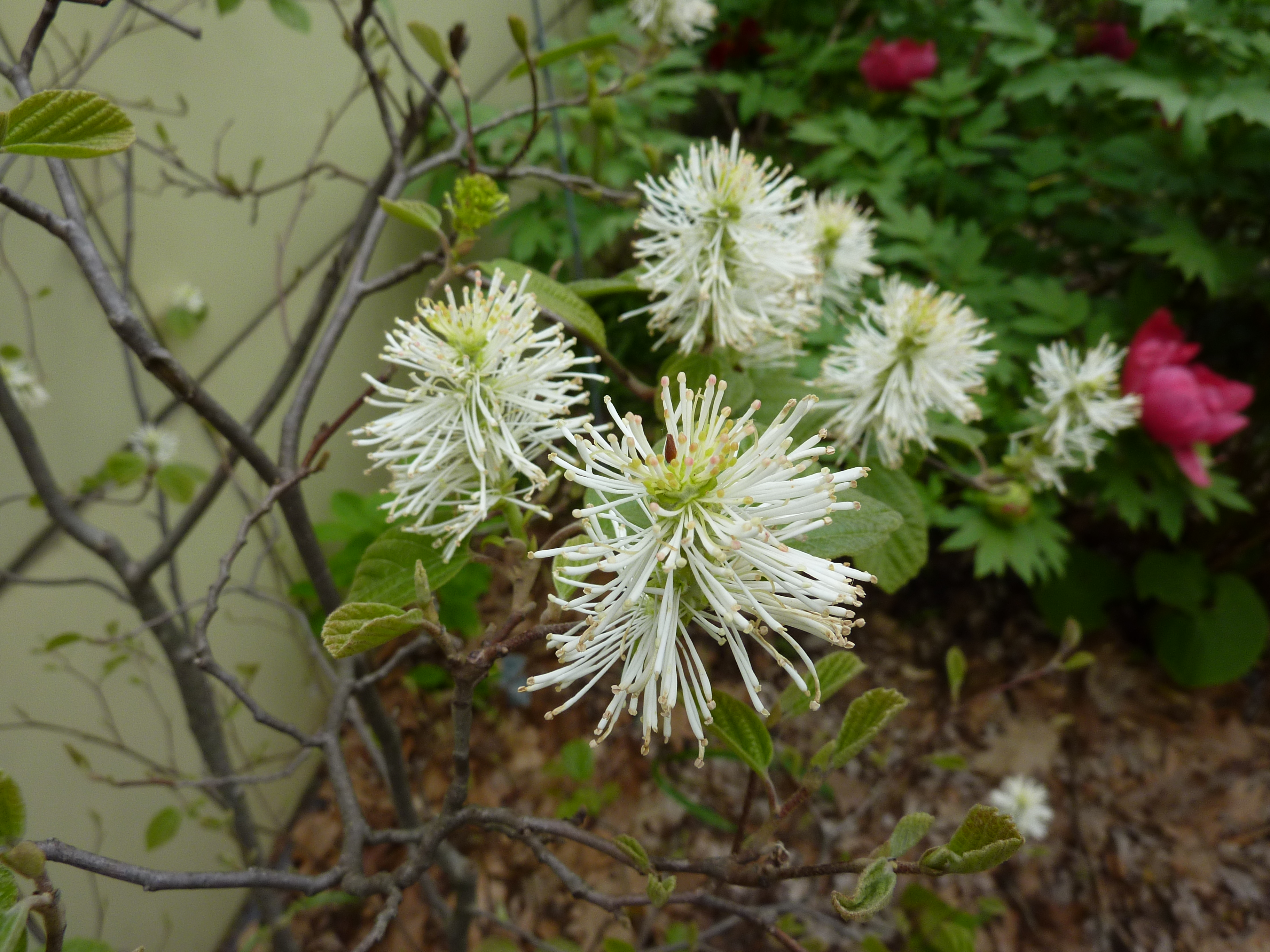
Flores.

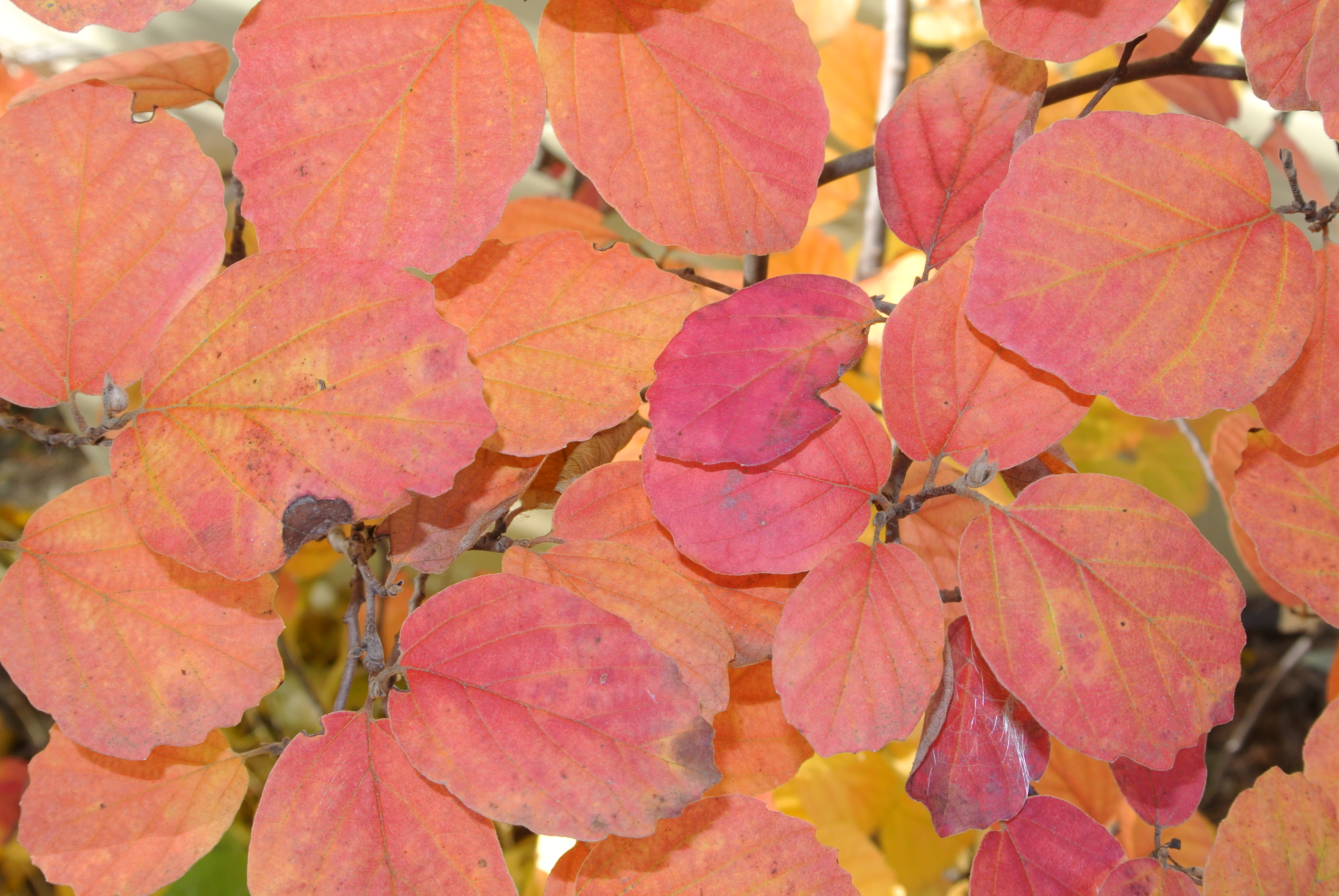
Hojas en otoño.

## Descripción
Son arbustos, que alcanzan un tamaño de 3-10 (-20) dm de altura; con ramas delgadas. Hojas con estípulas 1.5-4 (-6.1) mm; pecíolos de 3-8 (-12) mm. Limbo elíptico-oblongas, obovadas, o algo orbiculado, simétrico, 1,9-6 × 1.3 a 4.5 cm, base redondeada a truncado, ápice agudo a obtuso o redondeado; superficies envés glauco o verde, adaxialmente verde, ambas superficies estrellado-pubescentes; venas 4-5 pares. Las inflorescencias sésiles o corto pedunculadas, 1.5 a 4.2 × 1.5 hasta 3.5 cm. Flores: lóbulos del cáliz obsoletos en frutas; estambres 12-24; filamentos de 4-12 mm. Cápsulas de 6-12 mm. Semillas de 4-6 mm, romo ápice. Tiene un número de cromosomas de 2n = 48.

## Hábitat
Se encuentra en los bosques de pinos en suelos de arena, pantanos y turberas de sphagnum, en las llanuras costeras del Atlántico y del Golfo.

## Taxonomía
Fothergilla gardenii fue descrita por Carlos Linneo y publicado en Systema Vegetabilium. Editio decima tertia 418. 1774.
Sinonimia
- Fothergilla alnifolia L.f.
- Fothergilla alnifolia var. acuta Sims
- Fothergilla alnifolia var. major Sims
- Fothergilla alnifolia var. obtusa Sims
- Fothergilla alnifolia var. serotina Sims
- Fothergilla anamelis Garden
- Fothergilla carolina Britton
- Fothergilla parvifolia Kearney[3]